# Marvel vs. Capcom Fighting Collection: Arcade Classics
Marvel vs. Capcom Fighting Collection: Arcade Classics es una recopilación de videojuegos de lucha publicada por Capcom. Como segunda entrega de la serie Fighting Collection de Capcom tras Capcom Fighting Collection en 2022, esta recopilación conmemora la serie Marvel vs. Capcom de juegos de lucha crossover y comprende siete títulos arcade publicados por Capcom con o protagonizados por personajes de Marvel Comics lanzados entre 1993 y 2000. Fue lanzado para Nintendo Switch, PlayStation 4 y Windows en septiembre de 2024 en formato digital. Las ediciones físicas para PlayStation 4 y Nintendo Switch se lanzaron en noviembre de 2024, mientras que una versión digital para Xbox One se lanzó en febrero de 2025.
La colección se anunció en junio de 2024. La línea de juegos incluye notablemente Marvel Super Heroes (1995), Marvel vs. Capcom: Clash of Super Heroes (1998) y Marvel vs. Capcom 2: New Age of Heroes (2000), todos los cuales han estado disponibles en nuevas plataformas por primera vez desde la séptima generación de consolas de videojuegos, así como el primer puerto de consola fiel del título de beat 'em up The Punisher (1993) y las primeras versiones de consola nuevas para X-Men: Children of the Atom (1994), X-Men vs. Street Fighter (1996) y Marvel Super Heroes vs. Street Fighter (1997) desde sus lanzamientos iniciales para consolas. Cada juego admite modos multijugador en línea clasificados y casuales con rollback netcode, tablas de clasificación y modos de entrenamiento y espectador, entre otros extras.

## Jugabilidad
| 1993 | The Punisher                             |
| 1994 | X-Men: Children of the Atom              |
| 1995 | Marvel Super Heroes                      |
| 1996 | X-Men vs. Street Fighter                 |
| 1997 | Marvel Super Heroes vs. Street Fighter   |
| 1998 | Marvel vs. Capcom: Clash of Super Heroes |
| 1999 |                                          |
| 2000 | Marvel vs. Capcom 2: New Age of Heroes   |

Marvel vs. Capcom Fighting Collection: Arcade Classics es una compilación de siete títulos desarrollados y publicados por Capcom, y basados en o que presentan personajes y propiedades de Marvel Comics. Lo más destacado es que recopila ports de cada entrada arcade en la franquicia Marvel vs. Capcom de juegos de lucha cruzados, desde X-Men vs. Street Fighter hasta Marvel vs. Capcom 2: New Age of Heroes, así como los dos juegos predecesores X-Men: Children of the Atom y Marvel Super Heroes. Esta compilación marca notablemente el primer lanzamiento para consola de Marvel Super Heroes o del Marvel vs. Capcom: Clash of Super Heroes original desde su inclusión conjunta en la compilación Marvel vs. Capcom Origins en 2012, así como el primer relanzamiento de Marvel vs. Capcom 2 en consolas desde su remasterización en alta definición (HD) para PlayStation 3 y Xbox 360 en 2009. También marca la primera aparición en consola de la versión arcade del videojuego beat 'em up de Capcom The Punisher desde su lanzamiento inicial en 1993.
Al igual que la compilación anterior Capcom Fighting Collection, la colección presenta soporte para multijugador en línea con rollback netcode, así como soporte para juego Casual, Clasificado y Torneo en todos los títulos, modos de entrenamiento y espectador integrados, una función de guardado rápido y un modo museo con ilustraciones conceptuales visibles y arte clave, documentos de desarrollo, así como un reproductor de música en el juego con las bandas sonoras completas de cada juego incluido en la compilación. Cabe destacar que ciertos juegos de la colección también introducen características nuevas para estos lanzamientos. X-Men: Children of the Atom permite la posibilidad de jugar como Magneto, Juggernaut y el personaje invitado de Street Fighter, Akuma por primera vez de manera oficial, al igual que Marvel Super Heroes presenta versiones jugables de Doctor Doom, Thanos y el personaje invitado de Darkstalkers, Anita; Marvel Super Heroes vs. Street Fighter también presenta una representación oficialmente jugable de Cyber Akuma y, por primera vez, Norimaro en versiones lanzadas internacionalmente del juego. Los juegos de lucha en la compilación cuentan con configuraciones que permiten el uso de comandos de un botón para Hiper Combos en todos los modos fuera de línea y de entrenamiento, mientras que no están disponibles durante las partidas clasificatorias en línea. Todos los juegos también tienen interruptores para reducir el parpadeo de la pantalla por motivos de sensibilidad, y se han realizado modificaciones no reveladas en ciertas etapas de "Clash of Super Heroes".

## Desarrollo

### Antecedentes
En diciembre de 2013, Capcom anunció que los lanzamientos digitales de Ultimate Marvel vs. Capcom 3 (2011), Marvel vs. Capcom Origins (2012) y la versión remasterizada de Marvel vs. Capcom 2: New Age of Heroes (2009) para PlayStation 3 y Xbox 360 iban a ser eliminados de la lista debido al vencimiento de sus acuerdos de licencia de personajes con Marvel Entertainment. En este momento, el nuevo padre de Marvel, The Walt Disney Company, había elegido no renovar ninguna colaboración existente con desarrolladores externos que usan sus personajes, por el deseo de pivotar para usar las licencias de Marvel en sus propios desarrollados internamente y títulos de consola publicados como la serie  Disney Infinity. En 2016, Disney suspendió tanto la serie como sus esfuerzos internos de desarrollo de juegos, reestructurando Marvel Games a un modelo solo con licencia que les permitió distribuir sus personajes a socios externos nuevamente como Capcom. A pesar de que su asociación con Marvel se renovó con el desarrollo y lanzamiento de Marvel vs. Capcom: Infinite (2017) y los puertos de consola de octava generación y Windows de Ultimate Marvel vs. Capcom 3, los respectivos relanzamientos de los títulos de Origins y Marvel vs. Capcom 2 siguieron siendo la última vez que las entregas anteriores de la serie Marvel vs. Capcom fueron accesibles en consolas, ya que las reediciones posteriores de los juegos fueron relegadas a novedosos gabinetes arcade dirigidos a un público entusiasta. La falta de accesibilidad a los juegos heredados de la franquicia Versus de Capcom inspiró una campaña de fanes liderada por el destacado streamer de juegos de lucha Maximilian Dood en agosto de 2021, abogando específicamente por relanzamientos de los juegos clásicos Marvel vs. Capcom en consolas modernas y PC para rejuvenecer el interés en la franquicia, con especial atención a Marvel vs. Capcom 2. Mike Mika, el director del estudio desarrollador de Street Fighter 30th Anniversary Collection Digital Eclipse, reconoció la campaña de los fanes expresando interés en un relanzamiento de Marvel vs. Capcom 2, y según se informa, el estudio había iniciado conversaciones con Disney y Capcom para revivir el título en septiembre de 2021.

### Anuncio
Marvel vs. Capcom Fighting Collection: Arcade Classics se anunció en junio de 2024 durante una presentación de Nintendo Direct, como una compilación de los siete juegos arcade de Marvel desarrollados y publicados por Capcom, incluidos los primeros relanzamientos de consola de Marvel Super Heroes (1995), Marvel vs. Capcom: Clash of Super Heroes (1998) y Marvel vs. Capcom 2: New Age of Heroes desde su eliminación inicial de las plataformas de séptima generación. Como parte de la línea de juegos, la colección también presentó el primer puerto fiel a los arcades de The Punisher (1993) en consolas, y los primeros relanzamientos generales de los juegos de lucha con temática de Marvel X-Men: Children of the Atom (1994), X-Men vs. Street Fighter (1996) y Marvel Super Heroes vs. Street Fighter desde sus diversos puertos de consola en la década de 1990. A diferencia de la remasterización anterior del juego en 2009, que se basó principalmente en la versión de Dreamcast, la versión Arcade Classics de Marvel vs. Capcom 2 es una emulación de la versión arcade original del juego, que se aplicó a todos los títulos de la colección. Laura Hathaway, gerente de desarrollo de productos de Marvel Games, habló sobre Marvel vs. Capcom Fighting Collection durante el primer episodio de The Official Marvel Podcast, y citó la relación de larga data de Marvel con Capcom que se remonta a la década de 1990, así como el deseo de sorprender a los fanáticos, como las principales razones para dar luz verde al desarrollo de la compilación.

## Lanzamiento
Marvel vs. Capcom Fighting Collection: Arcade Classics se lanzó el 12 de septiembre de 2024 en formato digital para Nintendo Switch, PlayStation 4 y Windows. Una versión física para consolas se lanzó el 22 de noviembre de 2024, marcando la primera vez que Marvel vs. Capcom 2: New Age of Heroes (2000) ha estado disponible en dichos formatos desde los ports de PlayStation 2 y Xbox en 2002. También es el primer lanzamiento físico de las entradas de la serie anteriores a MvC2 desde sus ports de consola originales a lo largo de la década de 1990, incluyendo Marvel Super Heroes (1995) y Marvel vs. Capcom: Clash of Super Heroes (1998), los cuales estuvieron disponibles por última vez en la compilación solo digital Marvel vs. Capcom Origins en 2012 para PlayStation 3 y Xbox 360. En las regiones EMEA, la versión física del juego para Nintendo Switch omite una Tarjeta de juego y en su lugar viene con un código de descarga para la versión digital, similar a otros lanzamientos físicos de juegos de Capcom para la consola en los territorios mencionados anteriormente. Arcade Classics es también la primera entrada en la serie Marvel vs. Capcom que aparece en una plataforma de Nintendo, así como la primera vez que las entregas arcade de la franquicia fueron trasladadas a PC con Windows. Los pedidos anticipados y las ediciones del primer día del lanzamiento físico del juego también se enviarán con un one-shot "Marvel vs. Capcom" de 32 páginas publicado por Marvel Comics, con portada de Todd Nauck. Varias publicaciones de Marvel Comics en diciembre de 2024 también estarán acompañadas de portadas variantes basadas en el arte de personajes original de Marvel vs. Capcom 2 de Bengus. El 4 de febrero de 2025, durante la transmisión de Capcom Spotlight en YouTube, se anunció que, al finalizar dicha transmisión, Marvel vs. Capcom Fighting Collection: Arcade Classics estaría disponible para descargar en la tienda digital de Xbox.

## Recepción

### Reacciones previas al lanzamiento
El anuncio de Marvel vs. Capcom Fighting Collection fue recibido con gran entusiasmo por parte de la comunidad de juegos de lucha a la luz de la campaña "#FreeMvC2" para relanzar las antiguas entregas de Versus en plataformas modernas, junto con la sorpresa de los espectadores que observaron que el anuncio se llevó a cabo dentro de una presentación como Nintendo Direct dirigida a audiencias casuales en lugar de un lugar comunitario centrado en juegos de lucha como Evolution Championship Series. La revelación provocó varias reacciones de importantes jugadores de juegos de lucha competitivos, streamers y otros exalumnos como Justin Wong, YipeS, Steven "Dream King" Chávez y Maximilian Dood, el individuo que inspiró el movimiento que abogaba por la disponibilidad de los juegos de la serie en hardware más nuevo. La existencia de la colección rejuveneció las conversaciones en las comunidades en línea sobre un posible resurgimiento de la serie con una continuación de Marvel vs. Capcom: Infinite (2017), y los comentaristas atribuyeron la materialización de la compilación al estado financiero mejorado de Capcom desde el lanzamiento original de Infinite debido al éxito comercial constante, una relación renovada entre Marvel y Capcom, así como la adquisición de 21st Century Fox por Disney en 2019. El último evento resultó en que Marvel volviera a adquirir los derechos cinematográficos de los personajes de X-Men y Fantastic Four después de un período en la historia de la compañía que involucró la pérdida de énfasis en los medios y la mercancía en torno a esas propiedades debido a disputas corporativas con el titular de los derechos anterior 20th Century Fox, a favor de licencias que estaban completamente controladas internamente. Este desarrollo potencialmente permitió a Capcom negociar la inclusión de mutantes, incluidos los X-Men y personajes como Doctor Doom y Super-Skrull en juegos futuros o reeditar títulos anteriores de Versus que los incluyeran, después de que esos respectivos personajes fueran completamente cortados de Infinite para poner un enfoque más fuerte en las franquicias que aparecían en los medios de Marvel producidos internamente en ese momento, como las películas del Universo Cinematográfico de Marvel (MCU).
La falta de un lanzamiento para las consolas Xbox provocó una reacción violenta de la comunidad de jugadores de la plataforma, y muchos expresaron su desilusión por la decisión de omitir una versión para Xbox One o Xbox Series X/S debido a los lanzamientos anteriores de contenido heredado de Capcom en esas respectivas plataformas, en particular la Street Fighter 30th Anniversary Collection en 2018 y la anterior Capcom Fighting Collection en 2022, así como los títulos anteriores de Marvel vs. Capcom a lo largo de la historia de la serie. La reacción de la comunidad ante el anuncio provocó que la frase "No Xbox" fuera tendencia brevemente en Twitter en América del Norte. Surgió especulación relacionada con la exclusión de un lanzamiento de Xbox con instancias anteriores de Capcom que no enviaron ciertas remasterizaciones de su contenido de catálogo anterior para la plataforma, como la colección The Great Ace Attorney Chronicles en 2021, Mega Man Battle Network Legacy Collection en 2023 y los juegos Monster Hunter Stories en 2024, y algunos supusieron que la falta de una infraestructura de desarrollo para optimizar el motor interno MT Framework de Capcom en los sistemas de última y actual generación explicaba simultáneamente la falta de versiones de Xbox para Marvel vs. Capcom Fighting Collection, entre otros relanzamientos recientes del editor, así como la omisión de una versión nativa de PlayStation 5 a pesar de que la versión de PlayStation 4 se puede reproducir en la consola a través de la compatibilidad con versiones anteriores. Finalmente, el 3 de septiembre de 2024, Capcom anunció que estaba trabajando con Microsoft para lanzar "Marvel vs. Capcom Fighting Collection" y la próxima "Capcom Fighting Collection 2" para Xbox One en 2025.

### Postlanzamiento
Marvel vs. Capcom Fighting Collection: Arcade Classics recibió críticas "generalmente favorables" de los críticos, según el agregador de reseñas Metacritic, y el 95% de los críticos recomendaron el juego, según OpenCritic.
Tras el lanzamiento del juego, el sistema de búsqueda de partidas en línea tuvo numerosos problemas y muchos tuvieron que esperar media hora para encontrar una partida a pesar de la enorme cantidad de jugadores. Capcom reconoció estos problemas y los solucionó poco después.
La colección fue el tercer título de PlayStation 4 más vendido en América del Norte según las listas de descargas de septiembre de 2024.